# Zeedijk (Amsterdam)
De Zeedijk is een straat in het centrum van Amsterdam. De straat loopt vanaf de Prins Hendrikkade naar de Nieuwmarkt.
De Zeedijk vormt het hart van Chinatown, de Chinese buurt van Amsterdam. Er zijn vele toko's en restaurants, zoals Chinees restaurant Nam Kee, bekend van de roman De oesters van Nam Kee. De tekst op straatnaambordjes in de omgeving van de Zeedijk en Nieuwmarkt is in zowel Nederlands als Chinese karakters uitgevoerd. Hoewel er geen prostitutie op de Zeedijk is, wordt de straat ook wel als onderdeel van de  Amsterdamse Wallen gezien.
In augustus vinden op de Zeedijk de Hartjesdagen plaats, met als hoogtepunt een bonte optocht van verklede deelnemers.
De Zeedijkbuurt wordt ook wel het Nautisch Kwartier genoemd, vanwege het verleden als zeemansbuurt. De straat verloor in 1878 bijna haar naam, de gemeenteraad hield toen een voorstel tegen om de straat om te dopen in Prins Hendrikstraat (de kade kreeg in 1879 haar naam). Als reden werd gegeven, dat de straat op zich niet gewijzigd en of verbreed werd (de kade werd dat wel) en op andere bezwaren bij naamswijzigingen in straten, zoals administratie.

## Bouwwerken

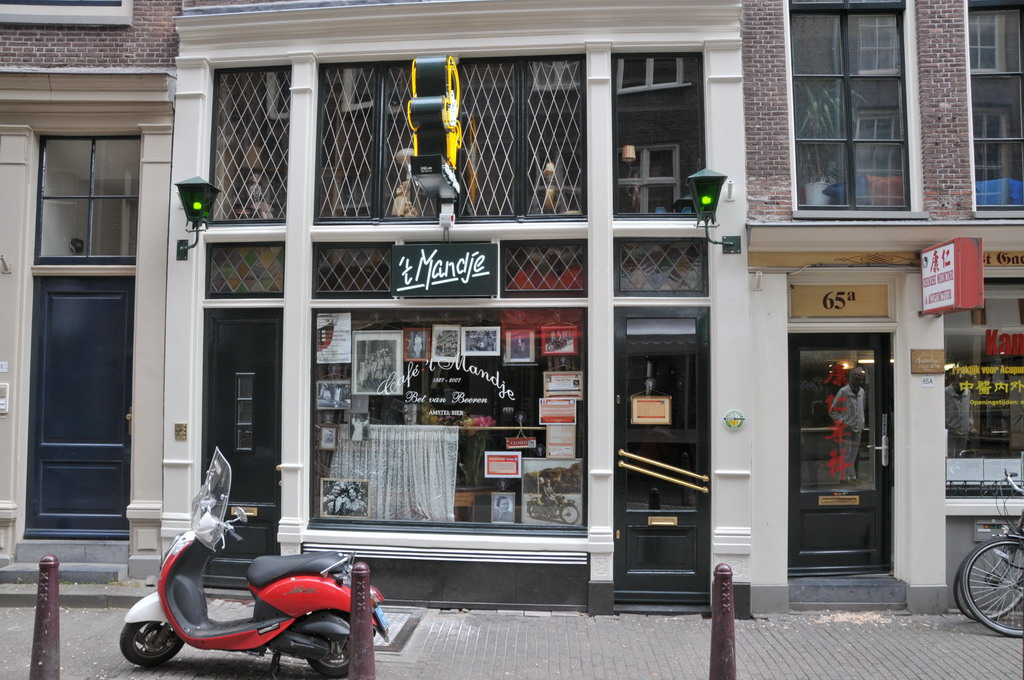
Café 't Mandje aan de Zeedijk 63

Tegenover de Sint Olofskapel ligt, aan de Zeedijk 1, het café In 't Aepjen, gevestigd in een van de twee nog bestaande laat-middeleeuwse houten huizen in Amsterdam (het andere staat op het Begijnhof). Het café zou zijn naam danken aan uit de Oost meegebrachte apen, die hier door vroegere eigenaren zouden zijn gehouden. In het tegenwoordige bruine café schenkt men de oorspronkelijk in de Amsterdamse Jordaan gestookte jenever. De bovenverdiepingen van het pand zijn een deel van het aangrenzende NH Barbizon Palace Hotel. Het logement dat hier vroeger zou zijn geweest wordt wel in verband gebracht met de uitdrukking "in de aap gelogeerd zijn". Matrozen zouden hier de nacht hebben doorgebracht voor zij scheep gingen naar Oost-Indië. Een deel van die manschappen keerden van de barre reis niet terug. Had men hier geslapen, was de kans groot dat men Amsterdam niet meer terug zag.
Een andere bekende gelegenheid was het variététheater Casablanca. Dit fraai gedecoreerde café was een  plaats waar circusartiesten graag kwamen. In het ernaast gelegen café wordt regelmatig live jazzmuziek ten gehore gebracht.
Het café 't Mandje op Zeedijk 63 was een vroeg voorbeeld van een café waar, naast sekswerkers, pooiers en zeelui, ook homo's en lesbiennes welkom waren. Hierdoor werd eigenares Bet van Beeren een icoon in de Amsterdamse homoscene. Na haar overlijden in 1967 zette haar zuster Greet het café voort tot 1983, waarna het in 2008 door haar nicht heropend werd. In 2021 werd het noodlijdende café overgenomen door de NV Zeedijk en verhuurd aan nieuwe uitbaters.
De He Hua Tempel aan Zeedijk 108-116 is de grootste boeddhistische tempel in Europa die in de traditionele Chinese paleisstijl is gebouwd.
Op Zeedijk 14A is sinds 2024 fine-dining restaurant Trees van acteur Géza Weisz gevestigd.
Waar de Zeedijk grenst aan de Oudezijds Achterburgwal en de Oudezijds Kolk ligt de 15e-eeuwse Kolksluis (brug 302), 't Kolkje in de volksmond.

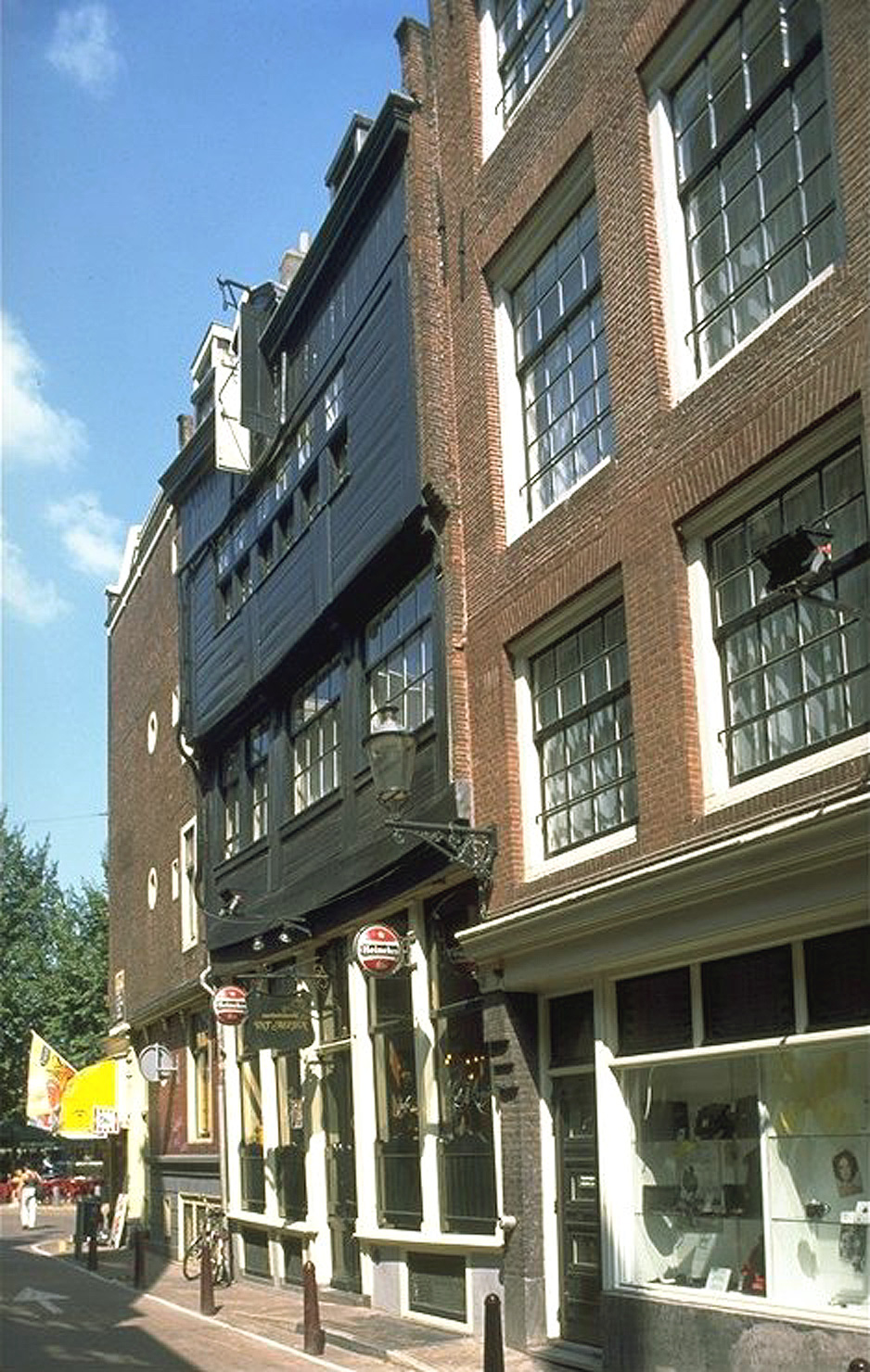
Café In 't Aepjen, Zeedijk 1

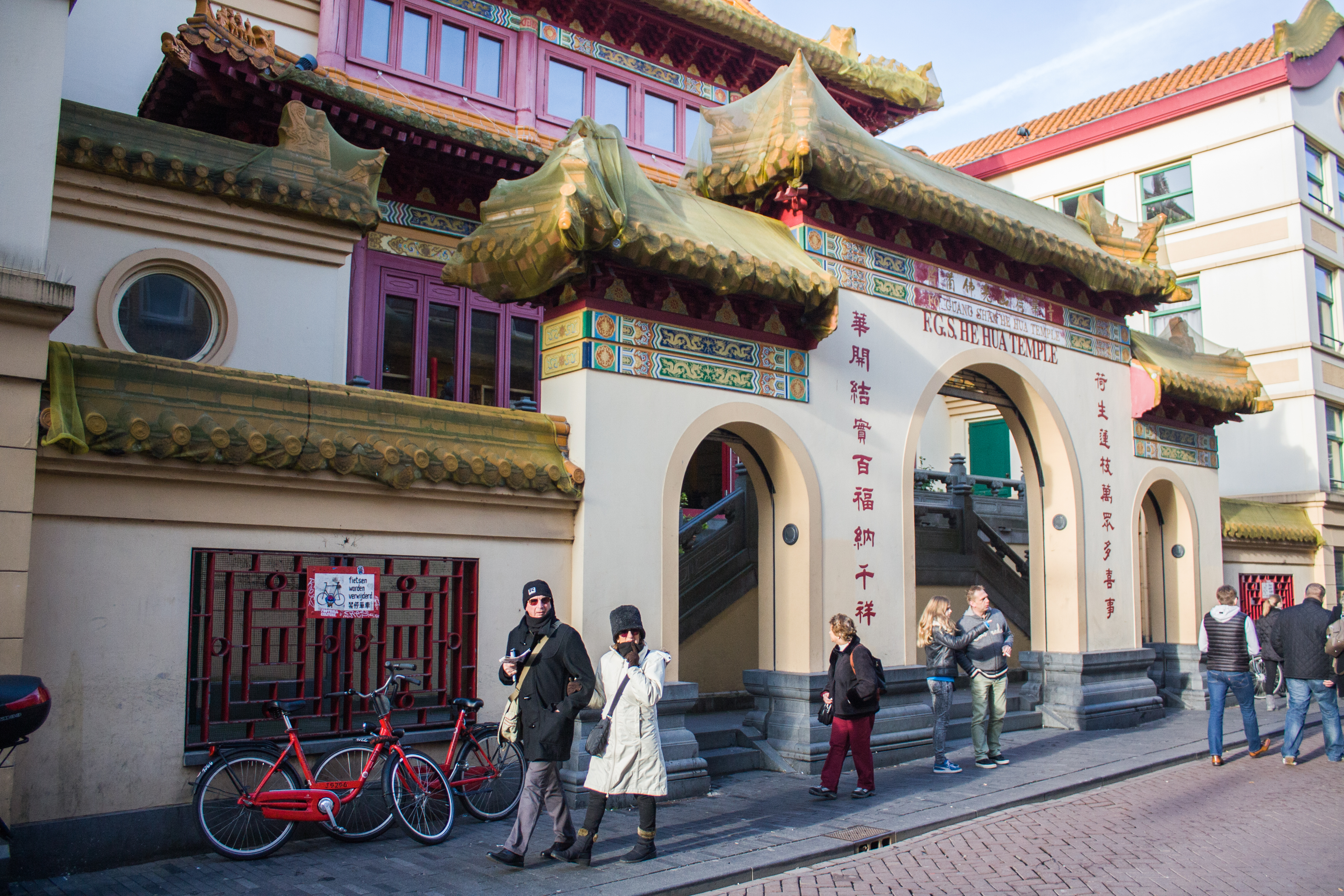
De He Hua Tempel aan de Zeedijk 108-116

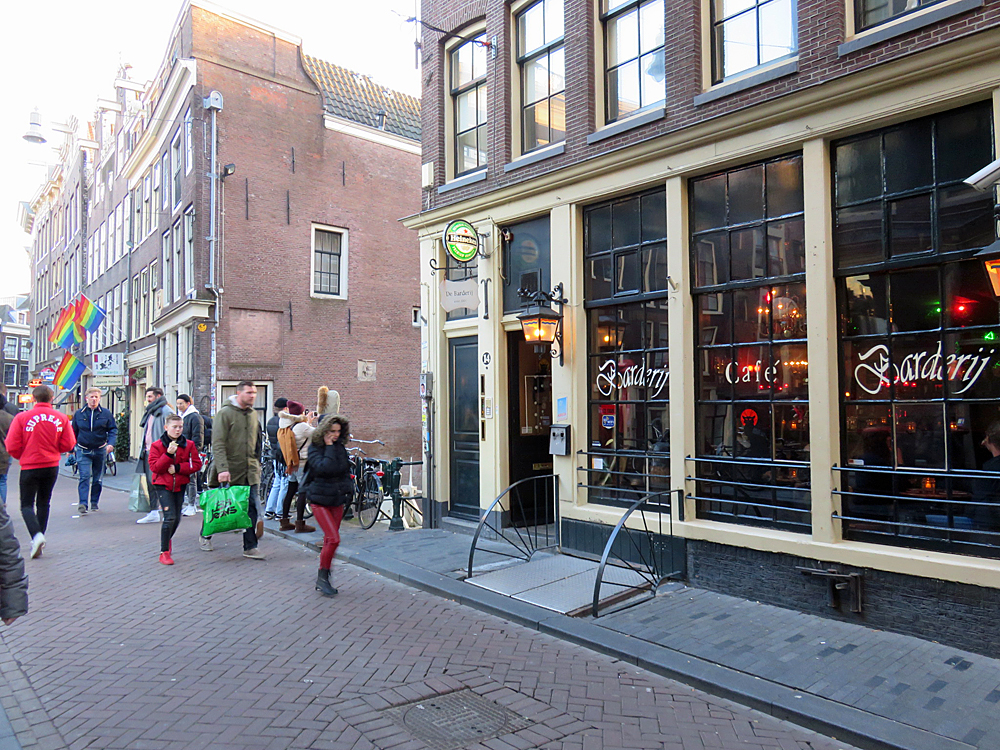
Het noordelijke deel van de Zeedijk met de brug over de Oudezijds Kolk, café De Barderij en bij de regenboogvlaggen café The Queen's Head

## Geschiedenis
De Zeedijk werd aangelegd als dijk om Amsterdam tegen het water van het IJ te beschermen, dat tot 1872 nog in open verbinding stond met de Zuiderzee. In de bocht van de Zeedijk is het goed merkbaar dat de straat de loop van de oude dijk volgt. Halverwege de dijk staat de voormalige Sint Antoniespoort (thans de Waag). Voorbij de poort in oostelijke richting heette de dijk Sint Antoniesdijk (thans Sint Antoniesbreestraat).
De omgeving behoort tot de oudste buurten van Amsterdam. In 1544 werd op de Zeedijk de eerste vaste straatverlichting (kaarslantaarn) van Amsterdam geplaatst. 
Op de kop van de Zeedijk verrees in 1618 een schutterswachthuis, sinds 1641 onderkomen van het College voor Zeezaken, waardoor het in de volksmond Gebouw Zeerecht werd genoemd. De rechtbank werd al in 1665 overgeplaatst naar het nieuwe stadhuis op de Dam; toch bleef de naam Zeerecht. Later was het onder meer politiebureau en Stadswaterkantoor, tot het in 1878 moest wijken voor de paardentram.
De bocht van de Zeedijk was tot de 17e eeuw een van de meest respectabele plekken waar men kon wonen. Na de aanleg van de luxueuze Herengracht verhuisden de rijke kooplieden en werd het gebied een uitgaansgebied voor passagierende zeelieden. De oude cafés en de winkels voor scheepsbevoorrading herinneren hier nog aan.
De Zeedijk loopt evenwijdig aan de oostelijke grens van de rosse buurt. Vanaf de 19e eeuw ontwikkelden de Walletjes zich hier tot de hoerenbuurt van Amsterdam en nam het aantal horecagelegenheden toe. Hoewel er veel geld werd verdiend, werd er niet geïnvesteerd. De Zeedijk raakte verwaarloosd en verpauperde. In de jaren zeventig en tachtig van de 19e eeuw kon men op nr. 16 bij de Portugees José Alvarez terecht voor cocaïnepillen; een eeuw later was de straat berucht als centrum van de handel in heroïne en werd door de daarmee gepaard gaande criminaliteit voor velen een no-go area.
De politie stond machteloos tegenover het drugsgeweld en wethouder Irene Vorrink zei tegen de bewoners, dat die er maar mee moesten leren leven. Nadat die ten slotte op 18 mei 1983 het stadhuis hadden bezet, greep de gemeente Amsterdam in en werd de NV Economisch Herstel Zeedijk opgericht (1985). De NV werd deels gefinancierd door private partijen en was daarmee een vorm van publiek-private samenwerking. Door panden aan te kopen van particuliere eigenaren en de bedrijfsruimten vervolgens te verhuren aan legitieme ondernemers, slaagde men erin de negatieve spiraal te doorbreken. Er werd ook bij deze maatschappij voor een NV gekozen, omdat er dan gemakkelijk aandelen aan investeerders en anderen verkocht kunnen worden. Bij een BV zou er eerst toestemming aan de andere aandeelhouders gevraagd moeten worden.
Na opknapacties van de gemeente is de straat er weer langzaam bovenop gekrabbeld. De drugshandel verdween grotendeels en oude en nieuwe ondernemers probeerden de straat weer levendig en aantrekkelijk te maken. RTL 4 maakte hier in 1999 een twaalfdelige realityserie over. Met de vestiging van Chinezen in de buurt werd de straat het centrum van het Amsterdamse Chinatown. Sinds 2000 bevindt zich op nummer 108-116 de boeddhistische He Hua Tempel.
Vanaf 1998 ontstond, naast het eerder genoemde café 't Mandje, geleidelijk aan een concentratie van uiteindelijk vier homocafés in het noordelijke deel van de Zeedijk, waardoor dit gedeelte als een van de homo-uitgaansgebieden van Amsterdam ging gelden. Na de sluiting van De Engel Next Door, de overname van café De Engel door rederij 't Smidtje in 2015 en de verkoop van De Barderij in 2016, die daarna ook geen homopubliek meer trok, is daar nu alleen The Queen's Head nog van over.
In 2015 staken opnieuw zorgen over de Zeedijk de kop op: gesignaleerd werd dat het horeca- en winkelaanbod eenzijdiger werd en panden in snel tempo van exploitant wisselden. Onder meer Egyptenaren zouden relatief veel zaken overnemen, waarachter illegale praktijken vermoed werden.

### Legende
Een legende gaat dat aan Zeedijk 134 ooit een leerlooijerij was genaamd Het Verdoolde Schaep. Hier woonden leerlooier Gerhards en zijn dochters Dina en Helena. Volgens de legende werden beide zusters verliefd op een zeeman genaamd Wouter. Uit jaloezie vermoordde Helena vervolgens Dina om met Wouter te kunnen trouwen, maar niet voordat Dina haar ziel vervloekte. Vervolgens trouwt Helena met Wouter. Afhankelijk van de versie is zij dan of al zwanger van zijn kind, en sterft ze in het kraambed, of sterft ze drie jaar later aan een ziekte. In beide versies bekent Helena op haar sterfbed en Wouter dat zij Dina vermoordde, en vergeeft hij haar niet.
Op 24 juli 1753 stierf Helena, maar haar geest vond geen rust. Honderd jaar later, in 1853 rapporteerde het Algemeen Dagblad dat er spookmeldingen waren rond de Zeedijk. Twee jaar later werd een steeg naast de Zeedijk de Spooksteeg genoemd. Op 24 juli 1953 was de pers wederom verzameld om het spook van Helena vast te leggen, maar tevergeefs.
Sinds 2014 is er een show rondom de moord te zien in de Amsterdam Dungeon. 

## Varia
- Van de Nederlandse schrijver Kees van Beijnum verscheen in 1995 de roman Dichter op de Zeedijk, die genomineerd werd voor de AKO Literatuurprijs (19e druk 2010).

- De Amsterdamse band De Dijk is vernoemd naar de straat.[8]